# Janssensellus bicaviventris
Janssensellus bicaviventris là một loài bọ cánh cứng trong họ Bọ hung (Scarabaeidae).